# Najstenjarwi
Najstenjarwi (ros. Найстенъярви, fiń. Naistenjärvi, dosł. jezioro kobiet) – osiedle typu wiejskiego w Rosji, Karelii, w rejonie suojarwskim. W 2013 była zamieszkiwana przez 1191 osób. Przez wieś przepływa rzeka Irsta. Znajduje się tam tartak, stacja kolejowa, bank (Sbierbank), dom kultury oraz poczta.
W miejscowości urodził się białoruski biathlonista Oleg Ryżenkow.